# تيري بيلي
تيري بيلي (بالإنجليزية: Terry Bailey)‏ (18 ديسمبر 1947 بستوك أون ترينت في المملكة المتحدة - ) هو لاعب كرة قدم بريطاني في مركز الوسط. لعب مع بورت فايل وستافورد رينجرز ونورثويتش فيكتوريا وWinsford United F.C. ‏.